# Chị trợ lý của anh
Chị trợ lý của anh là bộ phim hài tình cảm Việt Nam công chiếu ngày 4 tháng 1 năm 2019. Phim do chính Mỹ Tâm làm biên kịch, đạo diễn (với nghệ danh "Mira Dương") và Diễn viên chính, với sự tham gia diễn xuất của Mai Tài Phến, Quỳnh Chi, Quốc Bảo, Hữu Châu, Quang Trung. Phim đang được chiếu độc quyền trên nền tảng xem phim trực tuyến Galaxy Play.

## Nội dung
Nội dung chính của "Chị trợ lý của anh" xoay quanh câu chuyện giữa một cô gái thông minh giỏi việc Khả Doanh (do Mỹ Tâm thủ vai) và chàng doanh nhân trẻ tuổi Phúc Nam (Mai Tài Phến). Vì muốn cứu doanh nghiệp sữa của gia đình thoát khỏi sự thâu tóm của một tập đoàn nước ngoài, cô đành tạm rời bỏ chức vụ phó tổng giám đốc trong công ty mình để trở thành trợ lý cho Phúc Nam - giám đốc một công ty cà phê cùng với nhiệm vụ phải tìm cho anh ta một cô bạn gái. Trên hành trình đầy thử thách này, Doanh vô tình tìm thấy tình yêu đích thực của đời mình...

## Diễn viên
- Mỹ Tâm vai Khả Doanh, phó tổng giám đốc tập đoàn SK Milk và trợ lý giám đốc tập đoàn cafe Nam Việt
- Mai Tài Phến vai Phúc Nam, tổng giám đốc tập đoàn cafe Nam Việt
- Quỳnh Chi vai Yến, giám đốc đại diện Việt Nam tập đoàn Interbev
- Huỳnh Tuyết Anh vai Hằng
- Quang Trung vai Tuấn Mạnh
- Trương Quốc Bảo vai Khôi, em trai Khả Doanh
- NSƯT Hữu Châu vai ông nội của Phúc Nam
- Phương Thanh vai giám đốc nhân sự trong công ty của Phúc Nam
- Đức Phúc vai trợ lý của Phúc Nam
- Ngô Kiến Huy vai chàng trai ẻo lả
- Phan Mạnh Quỳnh vai đồng nghiệp của giám đốc nhân sự trong công ty của Phúc Nam
- Alex Fox vai bạn thân của Phúc Nam
- NSƯT Công Ninh vai Công Ninh
- Tùng Châu vai thành viên ekip quay quảng cáo
- Dũng Yoko vai thành viên phỏng vấn Khả Doanh
- Tùng Yuki
- NSƯT Tuyết Thu

## Sản xuất

### Âm nhạc
- Nơi mình dừng chân trên YouTube
- Khi ta yêu trên YouTube
- Đời là giấc mơ trên YouTube
- Con gái như em
- Rất vui được gặp nhau
- Nguyên team đi vào hết
- Em mới là người yêu anh

## Phát hành và tiếp nhận
Ngay sau buổi công chiếu đầu tiên vào ngày 4 tháng 1 năm 2019, bộ phim đã nhận được khá nhiều lời khen ngợi từ khán giả cho sự thay đổi tích cực trong sự diễn xuất của Mỹ Tâm và bộ phim Bộ phim thu về hơn 3 tỷ ngay ngày đầu tiên công chiếu. Tính đến nay, doanh thu bộ phim đã vượt hơn 40 tỷ.
Ca khúc Nơi Mình Dừng Chân (OST của phim) được Mỹ Tâm ra mắt không lâu sau đó đã khuấy động cộng đồng mạng và đạt hơn 1 triệu views sau 24h ra mắt! Sau đó Mỹ Tâm còn ra mắt các OST còn lại như "Đời Là Giấc Mơ", "Khi Ta Yêu"

## CDnhạc phim
Album nhạc Chị trợ lý của anh do các nhạc sĩ Khắc Hưng, Phan Mạnh Quỳnh, BinZ sáng tác riêng cho phim. CD gồm sáu ca khúc: Rất vui được gặp nhau, Con gái như em, Sao cũng được... Trước đó, Mỹ Tâm từng phát hành online bài: Nơi mình dừng chân, Đời là giấc mơ, Khi ta yêu,...
Ngoài những ca khúc solo, Mỹ Tâm còn song ca với Hà Anh Tuấn, rapper BinZ và Diễn viên Mai Tài Phến. Mỹ Tâm cho biết, cô gởi tặng người hâm mộ những soundtrack trong phim và sách ảnh tập hợp khoảnh khắc đẹp trong quá trình thực hiện dự án điện ảnh đầu tay mà cô làm đạo diễn. CD mới của giọng ca gốc Đà Nẵng phát hành trên cả nước ngày 26/5. Mỹ Tâm cũng tổ chức buổi giao lưu và ký tặng cho người hâm mộ vào ngày ra mắt đĩa.